# 恩江
恩江，是中国长江流域的一条河流，汇入赣江中游右岸，属于赣江水系。河长167千米，流域面积3911平方千米，多年平均流量11立方米每秒。自然落差785米。水能理论蕴藏量6万千瓦。